# بيتار كوليف (لاعب كرة قدم)
بيتار كوليف (بالبلغارية: Петър Колев)‏ هو لاعب كرة قدم بلغاري في مركز الدفاع، ولد في 25 نوفمبر 1974 في هاسكوفو في بلغاريا. شارك مع منتخب بلغاريا تحت 21 سنة لكرة القدم. أما مع النوادي، فقد لعب مع نادي بيروي ستارا زاغورا ونادي لوكوموتيف بلوفديف.

## وصلات خارجية
- بيتار كوليف (لاعب كرة قدم) على موقع قاعدة بيانات كرة القدم.إي يو (الإنجليزية)
- بيتار كوليف (لاعب كرة قدم) على موقع Soccerway.com (الإنجليزية)
- بيتار كوليف (لاعب كرة قدم) على موقع عالم كرة القدم.نت (الإنجليزية)